# Knock! Knock! Who's There!?
Knock! Knock! Who's There!? è un'opera teatrale del drammaturgo statunitense Edward Albee, debuttata a Princeton nel 2003.
Il testo è composto da solo otto battute ripetute da un altoparlante dietro una porta chiusa. Stando alla istruzioni di Albee, la porta dovrebbe tremare e si dovrebbe sentire bussare su di essa, con la voce dall'altra parte che intima di essere liberata e afferma di essere un critico.